# Pastuk

Népcsoportok Pakisztánban és a környező területeken (CIA, 1980)

A pastuk (pastuul پښتون, Paṣtūn, urdu پٹھان hindi पठान , Patán) vagy afgánok kelet-iráni gyökerű etno-nyelvi csoport, amelynek közösségei elsősorban Afganisztánban, illetve Kelet-Pakisztán Haibar-Pahtúnhva és Beludzsisztán nevű közigazgatási egységeiben élnek.

## Népesség
Tipikusan a pastu nyelvet beszélik és a pastunvali nevű viselkedési kódexet tartják iránymutatónak életvezetésükben. Létszámukat mintegy 42 millióra becsülik, ebből mintegy 28 millió Pakisztánban, 13 millió Afganisztánban él.

## Történelem
A pastuk – saját nevükön pastunok vagy pakhtunok – a kelet-iráni népek közé tartoznak, akárcsak a Kaukázusban élő oszétok, akik közeli rokonaik. A pastuk másik elnevezése: afgánok.
Nyelvük, a pastu, az indoiráni nyelvek keleti ágához tartozik. E csoportba sorolják az ókorban kihalt avesztai és a szkíta-szarmatának mondott nyelveket, Szogdia, Hvárezm és Baktria középkorban kihalt nyelveit, valamint a pastuk, az oszétok és a Pamír hegység lakóinak ma is élő nyelveit.
A pastu nép a 7–9. századra alakult ki, állítólag a szakák (közép-ázsiai szkíták) és a nagyobb részben török heftaliták keveredéséből. A pastuk (afgánok) elődei a Szulejmán-hegységben (mai Pakisztán) éltek a kora középkorban, majd onnan rajzottak ki és terjeszkedtek keleti, majd nyugati irányban. Magukba olvasztottak türk, ind, dard és tadzsik csoportokat. Így alakult ki a pastu nép.
A pastuk mind nyelvileg, mind antropológiailag egyértelműen az iráni népekkel mutatnak rokonságot. Magas termetűek, hosszú fejűek, bőrük világosbarna, hajszínük általában sötét, de gyakori a szőke haj is. Nem ritka köztük a zöld és a kék szemek előfordulása.

Afganisztán etnikai térképe körzetenként
Pastu
Tadzsik
Hazara
Üzbék
Türkmén
Nurisztáni

Ma az afgán szót kétféle értelemben használjuk: jelöli a pastu etnikumot (amely Afganisztán legnagyobb népcsoportja), másrészt viszont – tágabb értelemben – Afganisztán minden lakóját is érthetjük alatta. A 30 milliós Afganisztánban kb. 13-14 millió pastu él, Pakisztánban pedig 30 millió (a lakosság 15 százaléka). Afganisztán nyugati, déli és keleti részén többségben élnek, Pakisztánban Beludzsisztán tartomány északi része, valamint Haibar-Pahtúnhva (az egykori Északnyugati Határtartomány és a korábban külön közigazgatással rendelkező Törzsi Területek) az otthonuk.
A pastu nép kb. 350-400 törzsre oszlik, társadalmukat a mai napig a törzsi-nemzetségi kötelékek jellemzik. Keleti (peshawari) és nyugati (kandahári) törzsszövetségekbe tömörülnek, ez alapján alakult ki a pastu nyelv két fő dialektusa is. A nyugati dialektusban a nép neve pastun, keleti nyelvjárásban pakhtun. Az indiaiak patán, pathan nevekkel is illetik őket. Több kutató egyetért abban, hogy a Rigvédában szereplő pakhta nép a mai pastuk egyik elődei lehetnek. A pakhta az ókori Arakózia területén élt, kelet-iráni népcsoport volt.
A törzsi rend a letelepedett pastu lakosság körében is mérvadó, meghatározza a politikai lojalitást. A pastuk egy része nomád, illetve félnomád életmódot folytat. Életükben fontos szerepet tölt be a törzsek afféle becsületkódexe, a pastunvali, illetve a vallási tradíciók. Szájhagyományban él a pastunvali, melynek legfontosabb elvei a vendégszeretet (melmasztja), a bosszú (bádal) és menedék az üldözötteknek (pána). A vérbosszú három dolog miatt történhet: zámin (föld), zán (nő) és zar (arany). A pastuk többsége az iszlám szunnita irányzatának híve. A Keletre utazók általában így jellemezték az afgánokat: makacsok, bátrak, vendégszeretők, kitartóak, önfejűek, konzervatívok, harciasak.
A legrégebbi pastu nyelvemlék a Pata Khazana (Rejtett Kincstár) a 18. században lejegyzett antológia, amely a középkorból származó verseket tartalmaz. A legrégebbi vers a legendás afgán király, Amir Kror idejéből származik, 1416-ból, a legkésőbbiek 17. századiak.
Afganisztánban a hegyek között évezredes kultúrák maradtak fenn, évszázadok előtti formában. Sok-sok menekülő nép nyert új otthont és védelmet a hegyek oltalmában, így a pastuk is.
Az afgánok (pastuk) történetéről a 17. századig alig vannak ismereteink. Szinte napjainkig megőrizték törzsi kereteiket. A nagy törzsek – abdali, gilzai, afridi, juszufzai – mellett több kisebbre oszlottak – badzsauri, bannudzs, csakmal, dzsadzsi, farmuli, khattak, khostwal, khugiani, kakar, mangal, mahmud, makhbil, marwar, száfi, sinwári, tani, turi, werdaki, waziri, zadran stb. Maga az afgán elnevezés kezdetben a törzsek szövetségét jelentette, a nemzetté válás során pedig a majd megszülető afgán nemzetet.
A Szulejmán-hegységben lakó pastu törzsekről az első elszórt adataink a 7. századból származnak. A későbbi évszázadok folyamán a Goridák és a Ghaznavidák birodalmához tartoztak, majd a Kabul központtal létrehozott Mogul Birodalomhoz. Az afgán törzsek ezen államalakulatokon belül – a keleti államszerkezetek jellegéből következően – bizonyos önállóságot élveztek, de mindezek ellenére gyakran vettek részt a nagymogul elleni felkelésekben is. Szállásterületeik a 17. század folyamán már Kandaharig nyúlottak, amely ekkor már a Szafavidák iráni sahok uralma alatt állott. Kandahar neve a későbbiekben összefonódott az afgán önállósodási kísérletekkel. 1709-ben Mir Vejsz Hottak, a ghilzai törzs főnöke, elűzte a városból a perzsákat és önálló emírnek kiáltotta ki magát.
Az Iránban dúló belháborúkból az afgánok is kivették részüket. 1725-ben – hét évre – afgán kánok szerezték meg a perzsa trónt. Az irániak azonban Nádir perzsa sah (1736-1747) trónra emelésével ismét meg tudták erősíteni a korábbi pozícióikat, s 1737-ben sikerült elfoglalniuk Kandahart, majd a nagymogul székhelyét, Kabult is. Nadir sahnak uralma megerősítéséhez szüksége volt az afgánok támogatására. Birtokadományokkal és ajándékokkal maga mellé állította az abdali törzset. Ám az afgánok új felkelésre készültek. A sahot, mielőtt leszámolhatott volna velük, az összeesküvés gerincét képező abdali törzs vezetői meggyilkolták. Megszerezve a perzsák kincstárát és tüzérségét, az afgánok Kandaharba vonultak, s az abdali törzsből származó Ahmed kánt sahhá kiáltották ki (1747), megteremtve ezzel az önálló Afganisztánt.
A Szulejmán-hegység és Kandahar között élő afgán törzseknek sikerült több, tőlük északra és északnyugatra levő területet meghódítaniuk, s így határaikat kitolták északon az Amu-darja folyóig Ennek az lett a következménye, hogy az államtestbe több idegen etnikum ékelődött be. Ma az afgánok az ország lakosságának 45-50%-át teszik ki. Az afgán etnikai tömb azonban nemcsak átnyúlik Pakisztánba, hanem az ott élő afgánok többen is vannak mint az afganisztániak. Ez a furcsa helyzet az ún. Durand-vonal államhatárrá válásának a következménye.
A 19. század második felétől nemcsak az angolok fenyegették már Afganisztánt, hanem a Közép-Ázsiát elfoglaló cári Oroszország is. A kettős szorításban az afgán uralkodók hol ide, hol oda fordultak segítségért. Az 1879-80. évi angol-afgán háborúban az afgánok az angolokat visszavonulásra kényszerítették. Anglia lemondott a túl sok véráldozatba kerülő gyarmatosításról és megelégedett a formális függőség elismerésével, egy látszólag angolbarát uralkodó trónra ültetésével. Mindehhez jól jött az angoloknak, hogy maga az új uralkodó, Abdurrahman (1880-1901) is angol segítséggel akarta megszilárdítani hatalmát. A későbbiekben megpróbált letérni az angolbarát politika útjáról, de a cári támadások újból és újból rákényszerítették, hogy az angoloktól kérjen segítséget.
Közép-Ázsia meghódítását befejezve, a cári csapatok elfoglalták Merv városát, előrenyomultak a türkmén steppéken, majd az Amu-darja partjáig, keletebbre pedig a Pandzs folyó völgyéig. Ott megközelítve Brit India határait, szembe találták magukat a brit gyarmati érdekekkel. A fegyveres konfliktusnak 1885-ben angol-orosz megegyezés vetett véget, mely orosz-afgán államhatárnak nyugaton a Heri-Rud-Zulfagar vonalat, majd az Amu-Darját és a Pandzs folyót jelölte ki, noha az afgánok még ezt a térséget nem vették birtokukba. Ez a szerződés rögzítette Afganisztán ütközőállam-státusát, a brit gyarmatok védelmében.
Az 1885. évi afgán-orosz háborúnak angol-orosz megegyezés vetett véget. Ilyen helyzetben illúziónak tűnt Abdurrahman elzárkózó, függetlenséget akaró hintapolitikája. A század kilencvenes éveire azonban kellőképpen megtépázta az angolok pandzsábi és afganisztáni pozícióit a brit korona alatt álló afgánok felkelése. A Szulejmán-hegység afgán törzsei (juszufzai, mohmand, afridi, orakzai, turi, wazir) Pandzsáb angol uralom alá kerültek, de a gyarmati uralom kiépítése csak az ellenszegülő törzsek leverése után vált elképzelhetővé. Az említett törzsek ezt megakadályozandó, igyekeztek szorosra fűzni kapcsolataikat a kabuli kormánnyal.
Az angolok 1891-ben kiterjesztették uralmukat a Kuram völgyében élő turikra, majd hamarosan az orakzai törzs ellen is megindultak a támadások. Abdurrahman jól látta, hogy a lázadó törzsek harcának segítségével enyhítheti az angol befolyást országában. De az 1892. évi orosz támadás elhárításakor ismételten angol segítséget volt kénytelen igénybe venni. Ennek viszont az volt az ára, hogy el kellett ismernie a keleti (előbb felsorolt) afgán törzsek angol uralom alá kerülését, s le kellett mondania harcuk további segítéséről. Az uralkodó és Sir Mortimer Durand közötti tárgyalások során létrejött egyezmény (1893. november 12.) meghatározta Brit India és Afganisztán ideiglenes határát is. Ezt a tűzszüneti vonalat hívja a történetírás Durand-vonalnak. Az angolokhoz került vitatott terület „Független Törzsek Sávja" néven lett közismert. A Durand-vonalat a Szulejmán-hegygerinc hágóinál húzták meg, elvágva a téli és a nyári legelőket, szétszakítva a renitens törzsek életterét, megosztva az afgánokat, a törzsek zömét Brit India gyarmati területeihez sorolva, elhintve a viszály magvát. De ezt az abszurd helyzetet még az angolok sem tekintették államhatárnak, Abdurrahman emír pedig csupán „a felelősség zónái ideiglenes határának". Ugyanakkor a nagyhatalmak megegyezése Afganisztánnak mint ütközőállamnak olyan területeket is juttatott, melyekig az afgánok még nem hatoltak. A Durand-vonal, a megosztás okozta feszültséget belső hódításokkal igyekeztek levezetni, a század végéig került sor Káfirisztán iszlámra térítésére, Hazaradzsat pacifikálására, az Amu-darja bal partján fekvő üzbeg kánságok és a türkmen steppék meghódítására.
Az angoloknak még a megosztás elvének alkalmazásával sem ment könnyen a Független Törzsek területeinek az annektálása. Az afridik és wazirik évtizedekig kitartóan harcoltak a betolakodók ellen.. A független Afganisztán létrejötte után (1919) a reformjait a törzsi felkelésektől joggal félő Amanulla sem merte komolyan felvetni a brit uralom alatt élő afgánok ügyét. Ez élesen csak a második világháború után vetődött fel, amikor India és Pakisztán független lett (1947).A pastu (afgán) és a beludzs lakosságnak csak e két, hindu és muszlim alapon szerveződött új állam közti hovatartozásról volt lehetősége szavazni. Afganisztán ekkor erélyesen tiltakozott az új határok miatt, mivel jogtalannak érezte, hogy a Durand-vonal legyen a pakisztáni-afganisztáni határ, mely ténylegesen lezárhatatlan és ellenőrizhetetlen, mert törzsi területek közepén húzódik, ősi legelőrendszereket oszt meg. Ettől kezdve a két ország között állandó viták és ellenségeskedés tárgyát képezte a Pakisztánban élő afgán kisebbség ügye. 1955-ben Pakisztán meg akarta szüntetni a nyugati területein élő afgánok különállását (az 1947-ben létrehozott Törzsi Igazgatóságot), s ez újabb konfliktust okozott a két ország között. 1961-ben ismét kiéleződött az afgán-pakisztáni viszony. A határok lezárását nemcsak az afgán külkereskedelem sínylette meg – amit egyre inkább a Szovjetunión és Iránon keresztül szárazföldi utakon kellett lebonyolítani -, hanem a határ két oldalán élő nomád törzsek is. Téli-nyári vándorlásaik ezáltal lehetetlenné váltak, egy több évszázados vándorlási rendszert kellett megváltoztatni s több százezer nomádnak kellett új téli szállásokat keresnie 1962 nyarán afgán területen. Több törzs véglegesen megváltoztatni kényszerült ősi migrációs útvonalát.
Afgán részről a határ menti afgánok problémája, a pastu kérdéssel kapcsolatban mint megoldás, két alternatíva merült fel; egyrészt a soviniszta irányzat által (az Afghan Millat, „Afgán Nemzet"-párt) javasolt Nagy-Afganisztán, illetve egy, Afganisztánnal baráti, önálló állam, Pastunisztán létrehozása. Ez utóbbi a Durand-vonal túloldalán élő afgánok függetlenségi mozgalmának elképzelése, melyet 1928-tól a Khudai Hizmatgar („Isten Szolgái"), Gafar kán pártja fogott össze. Később ez a mozgalom fia, Wali kán Pastunisztán programján keresztül eljutott a pakisztáni Nemzeti Awami Pártig. A pastu nacionalista törekvéseket az afgán állami vezetés támogatta a Durand-vonal mindkét oldalán.

## Külső hivatkozások, irodalom
- Ahmad, Aisha and Boase, Roger. 2003. "Pashtun Tales from the Pakistan-Afghan Frontier: From the Pakistan-Afghan Frontier." Saqi Books (1 March 2003). ISBN 0-86356-438-0.
- Ahmed, Akbar S. 1976. "Millennium and Charisma among Pathans: A Critical Essay in Social Anthropology." London: Routledge & Kegan Paul.
- Ahmed, Akbar S. 1980. "Pukhtun economy and society." London: Routledge and Kegan Paul.
- Banuazizi, Ali and Myron Weiner (eds.). 1994. "The Politics of Social Transformation in Afghanistan, Iran, and Pakistan (Contemporary Issues in the Middle East)." Syracuse University Press. ISBN 0-8156-2608-8.
- Banuazizi, Ali and Myron Weiner (eds.). 1988. "The State, Religion, and Ethnic Politics: Afghanistan, Iran, and Pakistan (Contemporary Issues in the Middle East)." Syracuse University Press. ISBN 0-8156-2448-4.
- Caroe, Olaf. 1984. The Pathans: 500 B.C.-A.D. 1957 (Oxford in Asia Historical Reprints)." Oxford University Press. ISBN 0-19-577221-0
- Dani, Ahmad Hasan. 1985. "Peshawar: Historic city of the Frontier." Sang-e-Meel Publications (1995). ISBN 969-35-0554-9.
- Dupree, Louis. 1997. "Afghanistan." Oxford University Press. ISBN 0-19-577634-8.
- Elphinstone, Mountstuart. 1815. "An account of the Kingdom of Caubul and its dependencies in Persia, Tartary, and India: comprising a view of the Afghaun nation." Akadem. Druck- u. Verlagsanst (1969). online version
- Habibi, Abdul Hai. 2003. "Afghanistan: An Abridged History." Fenestra Books. ISBN 1-58736-169-8.
- Hopkirk, Peter. 1984. "The Great Game: The Struggle for Empire in Central Asia." Kodansha Globe; Reprint edition. ISBN 1-56836-022-3.
- Katona Magda: A soknemzetiségű Afganisztán. Budapest, Bíró Family, 2003. ISBN 963-9289-50-7
- Varga Csaba Béla: Afganisztán – a legyőzhetetlen. Kelet Kiadó, 2010. ISBN 9789638807885
- Wardak, Ali "Jirga – A Traditional Mechanism of Conflict Resolution in Afghanistan" Archiválva 2006. október 7-i dátummal a Wayback Machine-ben, 2003, online at UNPAN (the United Nations Online Network in Public Administration and Finance).
- "A Study of the Greek Ancestry of Northern Pakistani Ethnic Groups Using 115 Microsatellite Markers." A. Mansoor, Q. Ayub, et al.Am. J. Human Genetics, October 2001 v69 i4 p399.
- "Is One of the Lost Tribes the Taliban?" – from Moment Magazine (April 2007)
- "The Pashtun People of Afghanistan" Archiválva 2009. február 11-i dátummal a Wayback Machine-ben – from Road Junky Online travel guides (2007)
- Paddy Docherty, The Khyber Pass: A History of Empire and Invasion: A History of Invasion and Empire. 2007. Publisher: Faber and Faber. ISBN 0571219772
- "Taliban may have origin in ancient tribe of Israel: Anthropologist finds many similarities" – from the San Francisco Chronicle (October 2001)

- [halott link]

## Fordítás
- Ez a szócikk részben vagy egészben  a   Pashtun people című angol Wikipédia-szócikk ezen változatának fordításán alapul.  Az eredeti cikk szerkesztőit annak laptörténete sorolja fel. Ez a jelzés csupán a megfogalmazás eredetét és a szerzői jogokat jelzi, nem szolgál a cikkben szereplő információk forrásmegjelöléseként.